# Ken Colley
Kenneth Colley sau Ken Colley  (n. 7 decembrie 1937, Manchester, Anglia, Regatul Unit – d. 30 iunie 2025, Ashford, Anglia, Regatul Unit) a fost un actor britanic.

## Date biografice
Mai cunosctut Colley, a devenit prin rolul de amiral jucat în seria filmelor Războiul stelelor episodul Războiul stelelor - Episodul V: Imperiul contraatacă. El a mai jucat și rolul lui Isus în comedia provocantă Monty Python’s Life of Brian, produs în anul 1979 de Monty Python.

## Filmografie
- How I Won the War (1967) ... 2nd Replacement
- The Blood Beast Terror (1968) ... James
- Performance (1970) ... Tony Farrell
- The Music Lovers (1970) ... Modeste Tchaikovsky
- Fall of Eagles (1974) ... Father Gapon
- Lord Peter Wimsey "The Nine Tailors" episode (1974) ... Potty Peake
- Juggernaut (1974) ... Detective Brown
- Lisztomania (1975) ... Frédéric Chopin
- "The Sweeney (TV series) Trap" (1975)... Noah
- Ripping Yarns "The Testing of Eric Olthwaite" episode (1977) ... Arthur
- Jabberwocky (1977) ... 1st Fanatic
- Pennies from Heaven (1978) (TV) ... 'The Accordion Man'
- Monty Python's Life of Brian (1979) ... Jesus
- Measure For Measure (1979) ... 'Duke of Vienna'
- The Empire Strikes Back (1980) ... Admiral Piett
- Peter and Paul (1981) ... Theodotus
- Giro City (1982) ... Martin
- I Remember Nelson (1982 miniseries) (TV) ... Vice-Admiral Horatio Nelson
- Firefox (1982) ... Colonel Kontarsky
- The Scarlet and the Black (1983) ... Captain Hirsch
- Return of the Jedi (1983) ... Admiral Piett
- Return to Waterloo (1984) ... 'The Traveller'
- Wallenberg: A Hero's Story (1985) (TV) ... Adolf Eichmann
- Mussolini: The Untold Story (1985) (TV) ... King Victor Emmanuel III of Italy
- Return to Treasure Island (1986) (TV) ... Ben Gunn
- The Whistle Blower (1987) ...Bill Pickett
- A Summer Story (1988) ... Jim
- War and Remembrance (1988) (TV) ... SS-Standartenführer Paul Blobel
- The Rainbow (1989) ... Mr. Brunt
- I Hired a Contract Killer (1990) ... 'The Killer'
- The Plot to Kill Hitler (1990) ... Field Marshal Wilhelm Keitel
- Inspector Morse (TV series), episodul 16 "Second Time Around" (1991) ... DCI Patrick Dawson
- Prisoner of Honor (1991) (TV) ... Captain Alfred Dreyfus
- Unnatural Causes (1993) (TV) ... Inspector Gerry Reckless
- Moving Story (1994-5) (TV) ... Ken Uttley
- Brassed Off (1996) ... Greasley
- Shadow Run (1997) ... Larcombe
- Foyle's War (2006) (TV), episode "Bad Blood" ... Brian Jones
- Casualty 1909 (2009) (TV) ... Dr. Frederick Smith
- Lego Star Wars: The Empire Strikes Out (2012) (TV) ... Admiral Piett
- Vera (TV series), Series 3, episodul 3 "Young Gods" (2013) ... Ronald Devreux
- Misfits, Series 5, episode 4  (2013) ... Old Rudy